# Camilla Gallo
Camilla Gallo (Susa, 30 agosto 1979) è una doppiatrice italiana.

## Biografia
Attrice e doppiatrice, ha preso parte al film Riflessi (2009) di Fulvio Paganin. Come doppiatrice, uno dei suoi lavori più importanti è probabilmente il doppiaggio di Victoria Justice nella serie televisiva Victorious. È inoltre famosa nell'ambito dei cartoni animati per aver prestato la voce a Rarity in My Little Pony - L'amicizia è magica. 
Oltre alla carriera da attrice e doppiatrice, intraprende l'attività di designer, fondando insieme alla sorella Valentina Gallo, Jamais Sans Toi, marchio di gioielleria contemporanea.

## Doppiaggio

### Cinema
- Holly Lewis in Tutte per uno
- Katheryn Winnick in Vado, vedo... vengo! - Un viaggio tutto curve
- Seiko Matsuda in Shanghai Baby
- Mickey Sumner in Anesthesia

### Televisione
- Carley Belmonte in The Valleys
- Victoria Justice in Victorious, iParty con Victorious, Il ragazzo che gridava al lupo mannaro, Big Time Rush
- Emily O'Brien in Febbre d'amore
- Anna Angelina Wolfers, Ines Lutz, Louisa von Spies e Anna Lena Class in Tempesta d'amore
- Luise Bähr in Alisa - Segui il tuo cuore
- Audrey Hamm in Saint Tropez
- Alieen Celeste in Dolce Valentina
- Christine Fernandes in Pagine di vita
- Pamela Almanza in Rebelde
- Olivia Williams in The Crown
- Sónia Balacó in Vikings: Valhalla

### Animazione
- Celeen in Zigby
- Gabby in Alieni pazzeschi
- Kam Chin in Class of 3000
- Lulu in Ni Hao, Kai-Lan
- Pachi in Mix Master
- Penelope in Atomic Betty
- Rarity in My Little Pony - L'amicizia è magica, My Little Pony - Equestria Girls, My Little Pony - Equestria Girls - Rainbow Rocks, My Little Pony - Equestria Girls - Friendship Games, My Little Pony - Equestria Girls - Legend of Everfree e My Little Pony - Il film
- Wendy Corduroy in Gravity Falls
- Zoe Zebra in Peppa Pig
- Yasmine in Il piccolo regno di Ben e Holly
- Nojiko (3ªvoce) in One Piece
- Emina in Naruto il film: La leggenda della pietra di Gelel
- Giovia in Pokémon
- Nami Komatsu in Nana